# Repetitorium
Repetitorium (von lateinisch repetere: „wiederholen“) bedeutet die Wiederholung von Wissen und Kenntnissen, meist um eine Prüfung zu bestehen.

## Unterrichtsform

### Zielrichtung
Als Unterrichtsform ist ein Repetitorium eine komprimierte Wissensvermittlung bzw. Wiederholung für Studierende oder sonstige Prüflinge, etwa Steuerfachangestellte. Sehr verbreitet ist diese Methode der Wissensaufbereitung im Fach Rechtswissenschaft. Einer im Oktober 2016 veröffentlichten Studie zufolge besuchten 86 Prozent der Kandidaten vor der ersten juristischen Prüfung ein kommerzielles Repetitorium. Juristische Repetitorien versuchen in ihrem Unterricht, die Studierenden durch eine schnelle und intensive Wiederholung und Aufbereitung des Stoffes effizient auf die juristischen Staatsexamina vorzubereiten. Dabei sind die Unterrichtsveranstaltungen als Präsenzveranstaltungen organisiert. Um zeitraubende Rückfragen zu vermeiden, sind Repetitorien nicht in Kleingruppen, sondern in Veranstaltungen für 40 bis 60 Teilnehmer organisiert. Im Vergleich zur universitären Vorlesung ist der Unterricht in Repetitorien in der Regel straffer, verschulter und verzichtet weitgehend auf wissenschaftliche Fundierung, sofern sie nicht für notwendig erachtet wird. Verbreitet sind inzwischen auch Online-Angebote von Repetitorien zur Vorbereitung auf das erste juristische Staatsexamen.

### Anbieter
Meist werden Repetitorien von privaten Veranstaltern gegen Entgelt angeboten; insofern hat sich ein umfangreicher und hart umkämpfter Markt entwickelt. An fast jedem Studienort gibt es mehrere Anbieter solcher Kurse. Die Marktführer in Deutschland arbeiten hierbei nach einem franchiseähnlichen Modell: Die örtlichen Anbieter sind selbstständig und der Marktführer stellt Lehrmaterialien und Marke zur Verfügung. Auch für Rechtsreferendare existieren Repetitorien zur Vorbereitung auf das Zweite juristische Staatsexamen.
Seit einigen Jahren bieten auch viele Hochschulen selbständig kostenlose Veranstaltungen zur Examensvorbereitung an.
Die durchschnittlichen Kosten für ein privat angebotenes Repetitorium liegen je nach Standort und Anbieter zwischen 100 und 200 € monatlich, dies im Unterschied zur universitären Wissensvermittlung. Die Kurse laufen in der Regel – auch über die an der Universität bestehenden Semesterferien hinweg – über ein Jahr, einige Anbieter haben Halbjahreskurse konzipiert.
Die größten bundesweiten Anbieter juristischer Repetitorien sind Alpmann Schmidt mit 42 und Hemmer mit 41 Standorten, gefolgt von Jura Intensiv mit 22 und Akademie Kraatz mit 18 Standorten.

### Kritik
Universitäten und studentische Gruppen kritisieren vor allem, dass die Repetitorien die Prüfungsangst der Studenten vor Prüfungen ausnützen können und dass die universitäre Ausbildung letztlich eine bessere Examensvorbereitung ermögliche.
Kommerzielle Anbieter halten dagegen, dass es Studierenden allein mit dem in den universitären Vorlesungen vermittelten Stoff trotz häuslichen Fleißes kaum möglich sei, das Examen zu bestehen, weil für das Examen viel spezielleres Wissen und vor allem eine über die Universität nur ungenügend vermittelte methodische Fähigkeit zur Klausurlösung vorausgesetzt werde. Zudem wird den Universitätsdozenten teilweise eine mangelnde pädagogische Befähigung vorgeworfen. Unabhängig davon steht jedenfalls der Erfolg dieser Einrichtungen bei den Studierenden fest: Nach Schätzungen besuchen etwa 90 % der Studierenden ein kommerzielles Repetitorium. Inwieweit allerdings diejenigen Studierenden, die ein Repetitorium besucht haben, im Examen tatsächlich besser abschneiden, ist nicht belegt. Bislang existieren keine belastbaren Vergleiche über die Examensnoten von Teilnehmern mit bzw. ohne Vorbereitung mithilfe eines Repetitors. Jedenfalls lässt sich nicht bestreiten, dass in nahezu jedem Examenstermin Studierende sowohl mit als auch ohne Vorbereitung durch einen Repetitor in der gesamten Breite des Notenspektrums – vom Prädikatsexamen bis zum Nichtbestehen der Prüfung – vertreten sind und sich der Durchschnitt in den letzten Jahren nicht verbessert.
Der wesentliche Grund für den bei den Studierenden nach wie vor ungebrochenen Zuspruch zu den Repetitorien (allgemein und insbesondere in den Massenfächern Betriebswirtschaftslehre und Rechtswissenschaft) wird indes vielfach darin gesehen, dass Hochschullehrer an staatlichen Hochschulen in Deutschland einerseits für gute Forschung und für aktive Publikationstätigkeit eine Gratifikation erhalten (Anerkennung in der wissenschaftlichen Gemeinde ihres Fachs, Gutachtenaufträge aus Politik und Wirtschaft, Rufe auf attraktiver ausgestattete bzw. dotierte Lehrstühle anderer Hochschulen), dass es dagegen andererseits keine entsprechend gewichtige Gratifikation für gute Lehre an den staatlichen wissenschaftlichen Hochschulen in Deutschland gibt.
In jüngster Zeit erscheinen auch vermehrt Bücher, die Möglichkeiten aufzeigen wollen, die juristischen Examina ohne Besuch eines Repetitoriums zu bestehen.

### Alternativen zum klassischen Repetitorium
Wie bereits angemerkt, steigt die Zahl der sogenannten universitären Repetitorien zunehmend. Nahezu jede juristische Fakultät bietet mittlerweile ein eigenes Repetitorium an, das von Professoren und wissenschaftlichen Mitarbeitern veranstaltet wird und für Studierende in der Regel kostenlos ist.
Der Vorteil der universitären Repetitorien im Vergleich zu den klassischen Anbietern besteht in der Regel vor allem darin, dass die Dozenten des universitären Repetitoriums auch gleichzeitig die Prüfer in der anstehenden Staatsprüfung sind bzw. sein könnten. Dadurch gewinnt man direkt einen Einblick in die Vorlieben des jeweiligen Prüfers und in die Schwerpunkte, die der Prüfer für relevant hält.
Parallel zum Aufkommen der universitären Repetitorien etablieren sich zudem mehr und mehr Anbieter, die die individuelle Betreuung in Form von persönlicher Nachhilfe und Examensvorbereitung von Studierenden und Examenskandidaten in den Vordergrund ihres Angebots stellen. Dozenten sind hierbei in der Regel Referendare, Doktoranden und junge Rechtsanwälte, die in persönlichen Einheiten den benötigten Stoff vermitteln und so wesentlich detaillierter auf persönliche Probleme eingehen können.

### Geschichte
Die Geschichte der juristischen Repetitorien geht bis auf das Jahr 1794 zurück, als in Preußen das Allgemeine Landrecht eingeführt wurde. An zahlreichen Universitäten weigerten sich die Professoren, diese neue Rechtsmaterie zu lehren, und beschränkten sich stattdessen auf das überkommene Römische Recht und den Sachsenspiegel. Angehende Juristen wurden dadurch in private Repetitorien gedrängt, wären sie doch sonst in den staatlichen Prüfungen mit für sie völlig unbekannten Gesetzen konfrontiert worden.
Einer der bekanntesten Repetitoren war der ehemalige Bundeskanzler Kurt Georg Kiesinger, der nach dem Bestehen seines Assessorexamens im Oktober 1934 bis Anfang 1945 als privater Rechtslehrer arbeitete. Hierbei ließ Kiesinger – seit 1933 Mitglied der NSDAP – eine gewisse Distanz zur nationalsozialistischen Staatsführung erkennen und lehrte auch noch nach dem Attentat vom 20. Juli 1944 unter Hinweis auf Thomas von Aquin das Widerstandsrecht. 1946 wurde er Leiter eines juristischen Repetitoriums an der Julius-Maximilians-Universität Würzburg. Zu weiteren namhaften Repetitoren zählen August Theodor Förstemann und Siegbert Springer.